# Francis Knollys, 1. Viscount Knollys
Francis Knollys, 1. Viscount Knollys, GCB, GCVO, KCMG, ISO, PC (* 16. Juli 1837; † 15. August 1924) war von 1901 bis 1913 der Privatsekretär der britischen Könige Eduard VII. und Georg V.

## Leben
Knollys war der zweite von fünf Söhnen des Generals Sir William Thomas Knollys (1797–1883) aus dessen Ehe mit Elizabeth St. Aubyn († 1878) und erfuhr seine Erziehung auf Guernsey. 1851 begann er eine Kadettenausbildung an der Königlichen Militärakademie in Sandhurst. 1854 trat er als Ensign des 23rd Regiment of Foot in die British Army ein, bevor er 1855 das Amt eines Co-Prüfers bei der Durchführung von Offiziersprüfungen erhielt.
1862 wurde Knollys Sekretär des persönlichen Schatzmeisters des Prince of Wales, zu dessen Privatsekretär er 1870 ernannt wurde. Nachdem dieser 1901 den britischen Thron als Eduard VII. bestiegen hatte, wurde Knollys zum königlichen Privatsekretär ernannt. In dieser Funktion entschied er über Audienzen beim König und besorgte große Teile der Korrespondenz seines Souveräns. Für seine Loyalität und Diskretion war Knollys bekannt. Von 1868 bis 1901 bekleidete Knollys auch das Amt eines Gentleman Usher für Königin Victoria und von 1910 bis 1924 das Amt eines Kammerherren (Lord in Waiting) für Königin Mary.
Knollys persönlicher und dienstlicher Briefwechsel mit zahlreichen Persönlichkeiten aus der Politik und Gesellschaft des Eduardianischen Zeitalters bilden eine wichtige Quelle zur Einsicht in die politisch-gesellschaftlichen Verhältnisse sowie in das Denken und Wirken bedeutender Persönlichkeiten dieser Jahre. Zu seinen Briefpartnern dieser Zeit zählen u. a. Henry Campbell-Bannerman, Herbert Henry Asquith, Arthur Balfour, Winston Churchill, Edward Grey, Reginald McKenna, Andrew Bonar Law, Austen Chamberlain und David Lloyd George.
1886 wurde er als Knight Commander des Order of St Michael and St George (KCMG) geadelt. 1897 wurde er auch als Knight Commander des Order of the Bath (KCB) und 1901 als Knight Grand Cross des Royal Victorian Order (GCVO) ausgezeichnet. 1902 wurde er mit dem Titel Baron Knollys, of Caversham in the County of Oxford, zum erblichen Peer erhoben und wurde dadurch Mitglied des House of Lords. 1903 wurde er als Companion des Imperial Service Order (ISO) ausgezeichnet und 1908 zum Knight Grand Cross des Order of the Bath (GCB) erhoben. 1911 wurde ihm zudem der Titel Viscount Knollys verliehen und 1910 wurde er ins Privy Council aufgenommen.
1887 heiratete er Hon. Arden Mary Tyrwhitt (1860–1922), Tochter des Sir Henry Thomas Tyrwhitt, 3. Baronet, und der Harriet Wilson, 12. Baroness Berners. Mit ihr hatte er zwei Kinder:
- Hon. Alexandra Louvima Elizabeth Knollys († 1958), ⚭ (1) 1911 Allan Keith Mackenzie, ⚭ (2) 1922 Richard Henry Spencer Checkley;
- Edward George William Tyrwhitt Knollys, 2. Viscount Knollys (1895–1966), ⚭ 1928 Margaret Mary Josephine Coats.